# موگرزدورف
موگرزدورف (به آلمانی: Mogersdorf) یک شهر بازاری در ناحیه ینرسدورف در ایالت بورگن‌لاند اتریش است و در سرشماری ۲۰۱۸ جمعیت آن ۱٬۱۶۴ نفر ثبت شده‌است.